# Príncipe Abbas Hilmi
Príncipe Abbas Hilmi (em árabe: الأمير عباس حلمي بن الأمير محمد عبد المنعم بن الخديوي عباس حلمي باشا الثاني; nascido em 16 de outubro de 1941)  é o único filho do príncipe Muhammad Abdel Moneim e de sua esposa otomana, a princesa Neslişah, e neto do sultão Abaz II, e portanto, membro da Dinastia de Maomé Ali. Os dois bisavós do príncipe por parte de mãe, foram Mehmed VI, o último sultão otomano, e Abdul Mejide II, o último califa otomano. Se a monarquia otomana não tivesse sido abolida em 1922, o príncipe Abbas Hilmi teria recebido, além de seu título principesco egípcio, o título otomano de sultanzé, que era dado aos filhos das princesas imperiais.
Nascido no Cairo em 1941, o príncipe Abbas Hilmi recebeu o nome de seu avô paterno, Abbas Hilmi II, o último quediva do Egito. O ramo masculino mais antigo era descendente de Isma'il Pasha e, portanto, o primeiro na linha de sucessão ao trono egípcio em virtude das regras de sucessão de 1866 . Entretanto, essas regras foram suspensas pelos britânicos após a proclamação de um protetorado sobre o Egito em 1914. Abbas Hilmi II foi deposto e seu filho Muhammad Abdel Moneim perdeu seu lugar como herdeiro aparente. O trono passou para os tios de Abbas Hilmi II, Hussein Kamel e Fuad I. O Édito Real de 13 de abril de 1922 excluiu especificamente Abbas Hilmi II da sucessão, embora declarasse que "esta exceção não se aplicará a seus filhos e sua progênie". Isso significava que o príncipe Muhammad Abdel Moneim e seu filho, o príncipe Abbas Hilmi, permaneceram elegíveis para o trono e mantiveram uma posição sênior na ordem de precedência do Reino do Egito.
Em julho de 1952, os Oficiais Livres iniciaram uma revolução que levou à abdicação forçada do rei Farouk do Egito em favor de seu filho recém-nascido, o rei Fuad II. Devido à menoridade de Fuad II, o príncipe Muhammad Abdel Moneim foi escolhido pelos novos governantes militares para servir como regente, primeiro como chefe de um corpo de regência temporário e depois como único príncipe regente. No entanto, ele não durou muito tempo no cargo, pois a monarquia egípcia foi oficialmente abolida em 18 de junho de 1953. O príncipe Muhammad Abdel Moneim e sua esposa Neslişah foram presos em 1957 e acusados de participar de uma conspiração anti- Nasser. Suas relações azedas com o novo regime revolucionário os forçaram ao exílio. Como resultado, seu filho, o príncipe Abbas Hilmi, passou grande parte de sua vida na Inglaterra e na França.

## Atividades empresariais
Educado na escola Millfield em Street, Somerset, o príncipe Abbas Hilmi prosseguiu seus estudos superiores na Christ Church, Oxford . Ele trabalhou para uma casa de descontos, um banco e um corretor de seguros antes de ingressar na Grieveson Grant & Co. em 1968. Ele permaneceu na Grieveson Grant & Co., uma das principais corretoras de valores da cidade, até 1981. Em 1970, ele fez história ao se tornar o primeiro membro estrangeiro da Bolsa de Valores de Londres, sua eleição tendo sido possível por uma mudança na Regra 21, que anteriormente restringia a adesão a cidadãos britânicos. Depois de deixar a Grieveson Grant & Co., o príncipe Abbas Hilmi tornou-se gerente geral da Schroder Asseily & Co. (1981–1983) e, em seguida, presidente da Hilmi and Associates (1983–1986), onde se dedicou principalmente a atividades de gestão financeira e atribuições de financiamento de projetos. Depois de passar três anos em Londres como vice-presidente da Kidder, Peabody &amp; Co. (1986–1989), ele se juntou ao Concord Group em 1989, apenas um ano após sua criação. Ele fez parte da equipe de três membros que lançou o escritório do Concord Group no Cairo em 1994. Desde então, o Egito se tornou a principal área de foco do grupo, com mais da metade dos ativos que administra (US$ 2,8 bilhões de US$ 3,4 bilhões) sendo investidos em títulos egípcios. A Concord está atualmente entre as maiores empresas de gestão de ativos do Egito. Um dos fundos que gere, a Egypt Investment Company Ltd, foi repetidamente classificado pelo International Herald Tribune como o fundo com melhor desempenho do mundo. O príncipe Abbas Hilmi ainda trabalha na Concord, onde ocupa o cargo de Diretor Executivo Sênior.

## Atividades culturais
Desde seu retorno ao Egito em 1994, o príncipe Abbas Hilmi dedicou um tempo considerável à conservação do legado arquitetônico de sua família. Ele foi fundamental no fornecimento dos fundos necessários para a renovação de 2004-2008 do mausoléu de seu bisavô Tewfik Pasha, onde reservou um terreno para sepultamento para si mesmo. Em 2006, ele fundou a Associação dos Amigos do Museu do Palácio de Manial, que visa preservar o palácio de seu tio-avô , o príncipe Maóme Ali.

## Casamento e filhos
Em 1969, o príncipe Abbas Hilmi casou-se com Mediha Momtaz (nascida em 1945). A cerimônia religiosa foi realizada em Istambul em 1º de junho, e o casamento civil ocorreu no Cartório de Registro de Kensington, em Londres, em 20 de junho. Mediha é neta materna de Ahmad Midhat Abbas Yeghen, descendente de uma das irmãs de Muhammad Ali Pasha, o fundador da família real egípcia. O príncipe Abbas Hilmi e sua esposa Mediha são, portanto, genealogicamente relacionados, como ilustrado pela árvore genealógica abaixo. O casal tem uma filha, Sabiha Fatma (nascida em 1974) e um filho, Daoud Abdel Moneim (nascido em 1979). Em 2005, a única irmã do príncipe Abbas Hilmi, Ikbal (nascida em 1944), vivia em Istambul com sua mãe Neslişah (1921–2012) e seu marido, casados em 2000.